# Bečov nad Teplou
Bečov nad Teplou (niem. Petschau) − miasto w Czechach, w kraju karlowarskim. 
Według danych z 1 stycznia 2024, liczba mieszkańców miasta wynosi 919 osób (1673. miejsce w kraju wśród miejscowości; 584. miejsce wśród miast).
W mieście jest stacja kolejowa Bečov nad Teplou.

## Demografia
| Rok             | 1970  | 1980  | 1991  | 2001  | 2003 | 2008 | 2016 | 2024 |
| --------------- | ----- | ----- | ----- | ----- | ---- | ---- | ---- | ---- |
| Liczba ludności | 1 250 | 1 138 | 1 086 | 1 002 | 976  | 989  | 942  | 919  |

Źródło: Czeski Urząd Statystyczny